# Benetton B187
Chronologie des modèles (1987)
Benetton B186 Benetton B188
La Benetton B187 est la monoplace de Formule 1 engagée par l'écurie britannique Benetton Formula dans le cadre du championnat du monde de Formule 1 1987. Elle est pilotée par l'Italien Teo Fabi, déjà présent au sein de l'équipe la saison précédente, et le Belge Thierry Boutsen, en provenance d'Arrows.

## Historique
La B187 entame la saison au Grand Prix du Brésil, où Thierry Boutsen, élancé depuis la sixième place, termine cinquième tandis que son coéquipier, quatrième sur la ligne de départ, abandonne au neuvième tour à la suite d'une casse turbo,. La fiabilité est le problème majeur de la monoplace britannique qui ne rallie plus l'arrivée jusqu'au Grand Prix de Monaco, où Fabi termine huitième. Auparavant, le pilote italien signe le meilleur tour en course à Saint-Marin, son deuxième et dernier de sa carrière.
En Grande-Bretagne, Fabi termine sixième, juste devant Boutsen, septième. Après une manche allemande soldée par un double abandon sur casse moteur, Boutsen marque trois points en Hongrie. Au Grand Prix suivant, en Autriche, Fabi monte sur la troisième marche du podium après s'être élancé de la cinquième place, tandis que Boutsen, qualifié quatrième, termine à cette même position,.
Après une cinquième place de Boutsen en Italie, puis une quatrième place de Fabi au Portugal, malgré une panne d'essence, les dernières courses de la saison sont plus mitigées, avec deux cinquièmes places, puis un podium de Boutsen, en Australie, ultime manche du championnat,,.
À la fin de la saison, Benetton Formula termine cinquième du championnat du monde des constructeurs avec 28 points. Thierry Boutsen termine huitième du championnat du monde des pilotes avec 16 points, tandis que Teo Fabi se classe neuvième avec 12 unités,.

## Résultats complets en championnat du monde
| Saison | Écurie               | Moteur                 | Pneumatiques | Pilotes         | Courses | Courses | Courses | Courses | Courses | Courses | Courses | Courses | Courses | Courses | Courses | Courses | Courses | Courses | Courses | Courses | Points inscrits | Classement |
| Saison | Écurie               | Moteur                 | Pneumatiques | Pilotes         | 1       | 2       | 3       | 4       | 5       | 6       | 7       | 8       | 9       | 10      | 11      | 12      | 13      | 14      | 15      | 16      | Points inscrits | Classement |
| ------ | -------------------- | ---------------------- | ------------ | --------------- | ------- | ------- | ------- | ------- | ------- | ------- | ------- | ------- | ------- | ------- | ------- | ------- | ------- | ------- | ------- | ------- | --------------- | ---------- |
| 1987   | Benetton Formula Ltd | Ford-Cosworth GBA T V6 | Goodyear     |                 | BRÉ     | SMR     | BEL     | MON     | DET     | FRA     | GBR     | ALL     | HON     | AUT     | ITA     | POR     | ESP     | MEX     | JAP     | AUS     | 28              | 5e         |
| 1987   | Benetton Formula Ltd | Ford-Cosworth GBA T V6 | Goodyear     | Teo Fabi        | Abd     | Abd     | Abd     | 8e      | Abd     | 5e      | 6e      | Abd     | Abd     | 3e      | 7e      | 4e      | Abd     | 5e      | Abd     | Abd     | 28              | 5e         |
| 1987   | Benetton Formula Ltd | Ford-Cosworth GBA T V6 | Goodyear     | Thierry Boutsen | 5e      | Abd     | Abd     | Abd     | Abd     | Abd     | 7e      | Abd     | 4e      | 4e      | 5e      | 14e     | 16e     | Abd     | 5e      | 3e      | 28              | 5e         |

Légende : ici 